# ベンチャー章
ベンチャー章（ベンチャーしょう）とは、ボーイスカウト日本連盟のベンチャースカウト年代（高校生年代）において与えられる3つの進歩記章のうち、最初に取得する章である。
2017年9月1日に施行された新しい進歩・進級制度に伴い、ベンチャー章は廃止されたが、2024年4月1日の進級課程・課目の改定により再び制度化された。

## 概要
ベンチャースカウトとは『自ら考えて行動することを基本とし、積極的に活動へ参加し、自身とグループの成長のため、適切な評価と、責任を果たすことができるスカウト』であるが、その実現のために入隊・上進後は以下に紹介する進歩課目を修了することを目指す。その後、所定の手続き経てベンチャー章を取得することとなる。
ベンチャー章を取得して初めてベンチャースカウトらしい活動、例えば、ベンチャープロジェクトを開始することができる。その後は、隼スカウト章と富士スカウト章を順に目指す。
2011年（平成23年）9月1日に改定されたベンチャー章は、ボーイスカウト課程にて取得した進級・進歩章との継続性を考慮したものであった。
2017年9月1日に施行された新しい進歩・進級制度に伴い、ベンチャー章は廃止された。これは、スカウト活動が一貫性のある進歩を重視したものとなることを目的としていた。一方で、この進級課程では、部門の活動の目標に則ったプログラムの運用がなされておらず、 ボーイスカウト・ベンチャースカウト部門の進級課程のみが一体化となっていた。そのため、県コミッショナーの意見をもとに進級課程・課目の改定が行われ、2024年4月1日から再び制度化された。

## ベンチャー章取得の進歩課目

### 旧ベンチャー章（2017年まで）
ベンチャー章取得のための進歩課目は以下の通り。
1. 基本
  - 「ちかい」と「おきて」の意味を理解し、その実践に努力する。
  - 創始者ベーデン－パウエルの大要を知る。（ターゲットバッジ「A8 B-P 細目1・3・4」の履修で修了と認める）
  - ベンチャースカウトとして取り組みたい活動と将来の抱負を指導者と話す。
2. スカウト技能
  - ターゲットバッジ「E1 キャンプ企画」の6細目をすべて履修する。（マスターバッジの取得で修了と認める）
  - 隊長及び保護者の同意の下にキャンプを計画して実際に行う。（1級章課題「(1)キャンピング 細目エ」の履修で修了と認める）
3. スカウト精神
  - 隊、団、その他の活動に対して積極的に奉仕する。（ターゲットバッジ「A9 リーダーシップ 細目2・6」の履修で修了と認める）
4. 信仰
  - 信仰奨励章を取得していないスカウトは、信仰奨励章を取得するか、又はその取得に努力をする。

### ベンチャー章（現行）
ベンチャー章取得のための進歩課目は以下の通り。
1. 基本
  - 日常生活において「ちかい」と「おきて」の実践に努め、自身の「日日の善行」について考えを隊集会で発表する。
2. スカウト技能
  - ベンチャースカウト隊の活動に参加し、その結果をふまえ次回集会の 企画書を提出する。
  - 技能章から「読図章」、「公民章」を取得する。
3. スカウト精神
  - 『スカウティング・フォア・ボーイズ』のキャンプファイア物語 21、 22および26を読み、内容について隊で話し合う。
4. 信仰
  - 信仰奨励章を取得する。